# Chiesa della Madonna della Consolazione (Pula)
La chiesa della Madonna della Consolazione è un edificio religioso situato a Pula, centro abitato della Sardegna sud-orientale. Consacrata al culto cattolico, fa parte della parrocchia di San Giovanni Battista, arcidiocesi di Cagliari.
Si trova nella frazione di Is Molas.